# 박정하 (철학자)
박정하(부산, 1961년 ~ )는 대한민국의 철학자이다.

## 생애
1961년 부산에서 태어나 서울대학교 철학과를 졸업하고 동대학원에서 석·박사 학위를 받았다. EBS논술연구소 부소장을 지냈으며 성균관대학교 학부대학 교수 및 의사소통교육연구실장으로 근무하면서 '학술적 글쓰기'를 담당하였다. 주요 일간지에 논술에 대한 칼럼을 쓰고, 전국의 각종 학교, 교육기관, EBS 등에서 논술에 대한 강의를 했다. 2011년 12월, <한국사고와표현학회> 총회에서 회장으로 선출됐다. 인문학 포털 사이트 아트앤스터디에서도 교수진으로서 강의를 하였다. 아트앤스터디에서 이정우, 진중권 등과 함께 인기 강사진으로 꼽혔다.
저서로는 《지식의 바다에서 헤엄치기》, 《삶과 철학》, 《동서양 고전 읽고 쓰고 생각하기》, 《삐딱한 소크라테스에게 말 걸기》, 《문화와 철학》, 《철학의 명저20》, 《실용논리학입문》 등이 있다.